# Angela Russell
Pour les articles homonymes, voir Russell.
Angela Russell (15 novembre 1893 - 2 mars 1991) est une médecin et une réformatrice sociale irlandaise.

## Enfance et famille
Angela Russell est née Angela Gertrude Coyne à Tralee dans le comté de Kerry le 15 novembre 1893. Ses parents sont James Aloysius, inspecteur des écoles nationales, et Kathleen Mary Coyne (née Pitt). Elle est la septième des neuf enfants, avec trois sœurs et six frères. Elle fréquente le couvent des Ursulines, Waterford, et Loreto College, St Stephen's Green, Dublin. Elle entre à l'University College de Dublin en 1915 pour étudier la médecine. En 1921, elle obtient un diplôme avec MB, BCh, BAO, poursuivant pour terminer le diplôme en santé publique (Diploma in Public Health, DPH) en 1928.
Elle rencontre Matthew Russell alors qu'elle étudie pour son DPH, il est conférencier pour ce cours, et ils se marient à l'église St Mary, Haddington Road à Dublin le 31 juillet 1924. Le couple a trois enfants, une fille et deux fils. Leur fille, Joan, meurt dans la vingtaine et inspire le poème Joan Russell à Patrick Kavanagh qui est amoureux d'elle. Leurs fils, John et Matthew, sont respectivement devenus prêtre jésuite et avocat et fonctionnaire. Elle est veuve en 1956 et meurt le 2 mars 1991 à son domicile du 14 Bushy Park Road, Rathgar à Dublin.

## Carrière
Russell n'est jamais entré dans la pratique médicale privée. Devenant une membre éminente d'un certain nombre de mouvements de réforme sociale des femmes des années 1930 aux années 1960. Ces organisations comprennent le Conseil national des femmes d'Irlande, la Women's National Health Association et les branches irlandaises de Save the Children et de la National Society for the Prevention of Cruelty to Children. Elle est co-secrétaire honoraire du Comité mixte des sociétés féminines et des travailleurs sociaux (JCWSSW) avec Winifred O'Hegarty. JCWSSW est créé en 1935 pour répondre à l'échec du gouvernement irlandais à mettre en œuvre les recommandations du comité Carrigan sur les abus sexuels et la prostitution dans la société irlandaise. Le rapport du comité est distribué au cabinet en décembre 1931 mais est enterré par le gouvernement Fianna Fáil en 1932 puis par le comité Geoghegan en 1933. En décembre 1935, Russell fait partie de la délégation du JCWSSW qui rencontre Patrick Ruttledge, ministre de la justice, pour protester contre l'échec du gouvernement à donner suite au rapport du comité. Les membres du JCWSSW participent également à des audiences devant les tribunaux lorsque des affaires contre des femmes et des enfants sont entendues et visitent des maisons de correction pour rendre compte des améliorations qui pourraient leur être apportées. Russell apparaît fréquemment dans les journaux et les émissions de radio parlant de problèmes médicaux, peut-être sous les encouragements de son beau-frère, John MacDonagh, un agent de production de Radio Éireann,.
Comme ses contemporaines en médecine, Ella Webb et Kathleen Lynn, Russell soutient l'hôpital pour nourrissons St Ultan's. Comme le personnel médical de St Ultan's, Russell pense que les femmes doivent être éduquées aux questions médicales pour améliorer leur santé et celles des enfants irlandais en général, affirmant que « l'ignorance publique est principalement responsable de la mauvaise santé publique ». Elle a de nombreux points de vue traditionnels, tels que l'importance du rôle des femmes en tant que femmes au foyer principalement, donnant de nombreuses conférences sur le sujet, elle plaide également pour un lieu de travail adapté qui répond aux besoins de la vie familiale. De 1946 à 1974, elle est membre du conseil central de la Croix-Rouge irlandaise et siège à la Croix-Rouge junior et aux comités nationaux de gériatrie de la société de 1953 au début des années 1980. Russell est membre de la Commission sur les itinéraires, qui fait un rapport en 1963. Elle est également présidente du Cheeverstown Convalescent Home for Children et membre du conseil d'administration de l'hôpital Meath.
Le Royal College of Physicians of Ireland détient une petite collection des Russells d'ephemera relative à la santé publique, présentée par leurs fils.